# Scusi, dov'è il West?
Scusi, dov'è il West? (The Frisco Kid) è un film del 1979 diretto da Robert Aldrich.

## Trama
Abramo Belinski è uno sgangherato rabbino, che dalla nativa Polonia è stato inviato in America dove ha ricevuto il compito di raggiungere San Francisco per esercitare nella nuova sinagoga che lì si sta costruendo. Dopo essere stato derubato e malmenato da alcuni fuorilegge, vaga per il selvaggio West tentando di raggiungere la sua meta. Durante questo suo vagabondare incontra un rapinatore, che deciderà di aiutarlo a raggiungere San Francisco. I due, dopo essersi cacciati in una serie di guai tra cui la cattura da parte di una tribù di indiani e uno scontro con i fuorilegge che avevano derubato Abramo, riescono a raggiungere San Francisco dove, scacciato l'ultimo bandito sopravvissuto, possono concludere la loro epopea.

## Produzione
Il rabbino parla uno yiddish totalmente inventato.
Come riporta anche l'autobiografia di Gene Wilder, il ruolo interpretato da Harrison Ford era stato proposto inizialmente a John Wayne che lo rifiutò per un disaccordo con la Warner Bros. sulla sua retribuzione.

## Distribuzione
Il film è uscito nelle sale statunitensi il 13 luglio 1979 mentre in Italia per il 20 novembre dello stesso anno.

### Incassi
Il budget del film è stato di 9.200.000 dollari, mentre l'incasso totale di 9.600.000.